# Emphiesmenus schageni
Emphiesmenus schageni är en skalbaggsart som beskrevs av Lansberge 1884. Emphiesmenus schageni ingår i släktet Emphiesmenus och familjen långhorningar. Inga underarter finns listade i Catalogue of Life.